# Luiz Alfredo Garcia-Roza
Luis Alfredo Garcia-Roza (Rio de Janeiro, 16 settembre 1936 – Rio de Janeiro, 16 aprile 2020) è stato uno scrittore e psicanalista brasiliano conosciuto per i suoi romanzi gialli tradotti in diverse lingue.

## Biografia
Garzia-Roza ha studiato filosofia e psicologia all'Università federale di Rio de Janeiro, specializzandosi in psicanalisi. Dopo la laurea ha insegnato per alcuni anni filosofia e psicologia nelle scuole secondarie superiori. Negli anni sessanta ha assunto l'incarico di docente di psicanalisi all'Università di Rio de Janeiro, dove ha insegnato per 35 anni. Durante la sua carriera accademica, ha scritto otto libri sulla psicanalisi e numerosi articoli di filosofia e psicologia. Nel 1996, all'età di sessant'anni e ormai prossimo alla pensione, ha scritto il suo primo romanzo giallo intitolato O silêncio da chuva, che ha come protagonista il commissario Espinosa. Il romanzo ha avuto successo e nel 1997 ha vinto il premio Jabuti. Ritiratosi dall'attività accademica, si è dedicato all'attività di scrittore di gialli, pubblicando dodici romanzi.  Garzia-Roza è morto a 83 anni, lasciando la moglie Livia (anche lei psicanalista e scrittrice) e tre figli.

## Opere

### Romanzi
- O silêncio da chuva, 1996 (ediz. italiana: Il silenzio della pioggia, Rizzoli, 2002)
- Achados e perdidos, 1998  (ediz. italiana: Il teorema di Rio, Rizzoli, 2001)
- Vento sudoeste, 1999
- Uma janela em Copacabana, 2001
- Perseguido, 2004
- Berenice procura, 2005
- Espinosa sem saída, 2006
- Na multidão, 2007
- Céu de origamis, 2009
- Fantasma, 2012
- Um lugar perigoso, 2014
- A última mulher, 2019

### Saggi
- Acaso e repetição em psicanálise. Rio de Janeiro: Zahar, 1986.
- Freud e o inconsciente. Rio de Janeiro: Zahar, 1987.
- Palavra e verdade. Rio de Janeiro: Zahar, 1990.
- O mal radical em Freud. Rio de Janeiro: Zahar, 1990.
- Introdução à metapsicologia freudiana 1. Rio de Janeiro: Zahar, 1991.
- Introdução à metapsicologia freudiana 2. Rio de Janeiro: Zahar, 1993.
- Introdução à metapsicologia freudiana 3. Rio de Janeiro: Zahar, 1995.
- Afasias. Rio de Janeiro: Zahar, 2014.